# Инженерная защита окружающей среды
Инженерная защита окружающей среды (она же экологическая инженерия, инженерная экология, природоохранная инженерия (англ. environmental engineering)) — совокупность научных и инженерных принципов по улучшению природной среды, обеспечивающих чистую воду, воздух и землю для обитания человека и других организмов, а также по очистке загрязненных участков. С целью достижения максимальной экологической безопасности хозяйственной деятельности человека и снижения риска антропогенного воздействия на окружающую среду, специалисты в этой области знаний — инженеры-экологи — осуществляют разработку, проектирование, наладку, эксплуатацию и совершенствование природоохранной техники и технологии, организуют природоохранную работу на предприятиях и территориально-промышленных комплексах, проводят экспертизу проектов, технологий и производств, осуществляют сертификацию продукции.
Инженерную экологию также можно охарактеризовать как отрасль прикладной науки и техники, занимающуюся решением вопросов о сохранении энергии, производственного актива и контроля отходов от деятельности человека и животных. Кроме того, она связана с поиском приемлемых решений проблем в области общественного здравоохранения, таких как передающиеся через воду заболевания, внедрение закона, который способствует адекватной санитарии в городских, сельских и рекреационных зонах. В неё входит организация очистки сточных вод, контроль за загрязнением воздуха, переработка и захоронение отходов, радиационная защита, промышленная санитария, экологическая стабильность, проблемы общественного здравоохранения, а также знание закона об инженерной защите окружающей среды. Помимо этого она включает в себя исследования воздействий строительных проектов на окружающую среду.
Инженеры-экологи исследуют влияние технического прогресса на окружающую среду. Для этого, чтобы оценить опасность вредных технических отходов, они проводят их исследования и дают рекомендации, как не допустить и обезвредить загрязнение отходов. Кроме того, инженеры-экологи участвуют в проектировании систем коммунальных водоснабжений и систем по очистке промышленных сточных вод. Также они занимаются решением локальных и мировых экологических проблем, таких как последствия кислотных дождей, глобальное потепление, истощение озонового слоя, загрязнение воды и воздуха от автомобильных выхлопов и промышленных источников.
Во многих университетах на технических факультетах существуют программы инженерной защиты окружающей среды, как на кафедрах гражданского строительства, так и на кафедрах химических технологий. Инженеры гражданского строительства специализируются на изучении гидрологии, водных ресурсов и биоочистке воды на предприятиях. Инженеры-химики, напротив, фокусируют своё внимание на «химической» стороне защиты окружающей среды, основанной на химических технологиях очистки воды и воздуха.
Кроме того, инженеры все чаще получают специализированную подготовку в области права и используют свои технические экспертные знания по применению законов по защите окружающей среды. Юридическая деятельность также требует лицензирования и регистрации.

## История создания
С тех пор, как люди поняли, что их здоровье и благосостояние зависят от окружающей их среды, они стали применять обдуманные меры по улучшению качества своей среды обитания. Древняя Хараппская цивилизация использовала коллекторы в некоторых городах. Римляне построили акведуки, чтобы предотвратить засуху и создать чистое, здоровое водоснабжение для столицы Рима. В XV веке Бавария приняла законы, ограничивающие развитие и деградацию альпийской страны, которая составила водоснабжение области.
Экологическая инженерия появилась в качестве отдельной дисциплины в области охраны окружающей среды в середине XX века, в связи с широкой озабоченностью общественности по поводу загрязнения воды и ухудшения окружающей среды. Однако, её корни уходят к ранним попыткам улучшения среды обитания. Современная инженерная защита окружающей среды появилась в Лондоне в середине XIX века, когда Джозеф Базэлджет спроектировал первую канализационную систему, которая уменьшила количество заболеваний болезнями, передающимися через воду, такими как холера. Введение обработки питьевой воды и обработки сточных вод в странах с развитой промышленностью свело к минимуму случаи заболеваний болезнями с летальным исходом, передающимися через воду.
Но развитие общества и технологий, кроме этих достижений, привело также к негативному воздействию на окружающую среду с долговременными последствиями. Известный пример — применение инсектицида ДДТ в сельском хозяйстве, начавшиеся после Второй мировой войны и получившее широкое распространение. Этот препарат оказался очень эффективным против насекомых — вредителей сельскохозяйственных культур, благодаря чему значительно повысилась урожайность и снизилась угроза голода в мире. Также ДДТ оказался эффективным против малярийных комаров, что помогло снизить заболеваемость малярией более, чем когда-либо прежде. Но ДДТ оказался долгоживущим и распространяющимся экотоксикантом, опасным не только для насекомых: многие виды животных оказались на грани вымирания из-за воздействия этого вещества на их репродуктивные циклы. Экологические последствия применения ДДТ были ярко описаны в книге Рейчел Карсон «Безмолвная весна», которая была впервые издана в 1962 году и поспособствовала возникновению современного экологического общественного движения и развитию «инженерии окружающей среды» (англ. environmental engineering).

## Практическое применение

### Оценка воздействия на окружающую среду и смягчение этого воздействия
Оценка воздействия на окружающую среду планируемой или уже осуществляемой деятельности человека проводится с целью определения экологического ущерба и рисков, что необходимо для принятия экологически грамотных управленческих решений и минимизации наносимого ущерба окружающей среде.
В процессе оценки воздействия используются математические модели распространения различных загрязнителей в атмосферном воздухе, поверхностных и подземных водах, почве. Возможно, например, с достаточной точностью вычислить концентрации загрязнителей атмосферы на различных расстояниях от стационарных или передвижных источников выбросов, оценить их будущее воздействие как в конкретном месте, так и на качество атмосферного воздуха в целом. Далее с помощью моделирования можно предсказать и последствия воздействия этих загрязнителей воздуха на человека, животных, растения, здания и строения. Подобные модели воздействий разрабатываются не только для химического, но также для радиоактивного, электромагнитного, светового, шумового и других видов загрязнения окружающей среды. Кроме загрязнения, негативное воздействие на окружающую среду, природные экосистемы и человека оказывает нарушение и уничтожение местообитаний в процессе освоения земли (сельского хозяйства, строительства, лесоразработок, добычи природных ресурсов и другой хозяйственной деятельности). Для оценки возможных последствий этих действий также разрабатываются математические модели.
Эти оценки позволяют выбрать наиболее приемлемый вариант, принять действенные меры по недопущению или ограничению вредного воздействия на окружающую среду, предотвратить её деградацию. В случае, если нанесение существенного ущерба природе предотвратить невозможно, могут быть приняты меры по компенсации этого ущерба: например, лесовосстановление или создание искусственных болот взамен осушенных в другом месте.
1 января 1970 года в США вступил в силу федеральный закон, устанавливающий обязательность проведения экологической экспертизы — National Environmental Policy Act (NEPA). Другие подобные нормативно-правовые акты принимаются или уже действуют в более чем ста странах, как развитых, так и развивающихся.

### Очистка сточных вод

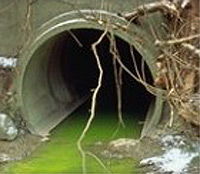
Сброс сточных вод

Для очистки сточных вод применяется множество различных технологий, применяемых в зависимости от состава сточных вод, требуемой производительности и степени очистки. Очистку смешанных сточных вод (например, канализационных стоков) часто делают трёх- или даже четырёхступенчатой:
1. Первичная механическая очистка — удаляются плавающие на поверхности примеси и крупные твёрдые частицы.
2. На второй ступени очистных сооружений производится аэрация, затем флокуляция и отстаивание (англ. sedimentation). Также может использоваться активный ил и производиться вторичная механическая очистка. При аэрации сточные воды насыщаются кислородом, который окисляет часть органических загрязнителей и служит для дыхания микроорганизмов активного ила, которые расщепляют многие другие органические вещества.
3. На третьей ступени производится биологическая очистка от соединений азота и фосфора. Эта ступень очистки устанавливается не везде из-за своей дороговизны, но всё чаще применяется там, где очищенные сточные воды сбрасываются в поверхностный водоём или в океан вблизи берега.
4. Завершается очистка сточных вод их дезинфекцией[7].

### Сельское хозяйство
Инженерная защита окружающей среды осуществляется не только в промышленности, но и в сельском хозяйстве, особенно в регионах с напряжённой экологической ситуацией и неблагоприятными природно-климатическими условиями. Задачей инженеров-экологов является не только снижение негативного воздействия сельскохозяйственной деятельности на окружающую среду и природные экосистемы — но также создание устойчивой агросистемы, способной функционировать подобно естественным экосистемам. Для этого могут быть использованы смешанные посадки, обогащение почвы азотофиксирующими и другими полезными микроорганизмами, и другие методы.

## Обучение
Поскольку проводить мероприятия по охране окружающей среды необходимо при осуществлении многих видов деятельности и на предприятиях различного профиля, знания по инженерной защите окружающей среды преподаются не только в виде отдельного учебного предмета, но и включаются в курсы различных технических дисциплин, в частности:
- в курсе машиностроения изучаются машины и механизмы природоохранного назначения: очистные сооружения, насосные станции, оборудование мусороперерабатывающих заводов и других предприятий по утилизации и обезвреживанию отходов;
- в курсах строительства и архитектуры существуют разделы, посвящённые снижению негативного воздействия на окружающую среду при строительстве и эксплуатации зданий и сооружений, гармонизации застройки и ландшафта;
- Химия окружающей среды и экологическая химия занимаются изучением распространения химических веществ в окружающей среде и их влияния на экосистемы;
- в технологии защиты окружающей среды рассматриваются вопросы очистки выбросов и сбросов, энергосбережения и возобновляемых источников энергии.